# Castelculier
Castelculier est une commune du Sud-Ouest de la France, située dans le département de Lot-et-Garonne (région Nouvelle-Aquitaine).

## Géographie

### Localisation
Commune de l’aire d'attraction d'Agen située dans son unité urbaine à une dizaine de kilomètres au sud-est d’Agen en  pays de l'Agenais.

### Communes limitrophes
Les communes limitrophes sont Lafox, Boé, Bon-Encontre, Saint-Caprais-de-Lerm et Saint-Pierre-de-Clairac.
| Bon-Encontre |              | Saint-Caprais-de-Lerm   |
| Boé          | Castelculier | Saint-Pierre-de-Clairac |
|              | Lafox        |                         |

### Géologie et relief
La ville est située à 54 m d’altitude.

### Hydrographie
La commune est traversée par la Séoune et le Mondot, tous deux affluents de la Garonne.

### Climat
Pour des articles plus généraux, voir Climat de la Nouvelle-Aquitaine et Climat de Lot-et-Garonne.
Historiquement, la commune est exposée à un climat océanique aquitain.  
En 2020, Météo-France publie une typologie des climats de la France métropolitaine dans laquelle la commune est exposée à un climat océanique altéré et est dans la région climatique Aquitaine, Gascogne, caractérisée par une pluviométrie abondante au printemps, modérée en automne, un faible ensoleillement au printemps, un été chaud (19,5 °C), des vents faibles, des brouillards fréquents en automne et en hiver et des orages fréquents en été (15 à 20 jours).
Pour la période 1971-2000, la température annuelle moyenne est de 13,8 °C, avec une amplitude thermique annuelle de 15,4 °C. Le cumul annuel moyen de précipitations est de 794 mm, avec 10,1 jours de précipitations en janvier et 6,5 jours en juillet. Pour la période 1991-2020, la température moyenne annuelle observée sur la station météorologique la plus proche, située sur la commune d'Estillac à 10 km à vol d'oiseau, est de 13,8 °C et le cumul annuel moyen de précipitations est de 708,2 mm,. Pour l'avenir, les paramètres climatiques de la commune estimés pour 2050 selon différents scénarios d’émission de gaz à effet de serre sont consultables sur un site dédié publié par Météo-France en novembre 2022.

## Urbanisme

### Typologie
Au 1er janvier 2024, Castelculier est catégorisée ceinture urbaine, selon la nouvelle grille communale de densité à sept niveaux définie par l'Insee en 2022.
Elle appartient à l'unité urbaine d'Agen, une agglomération intra-départementale regroupant 16  communes, dont elle est une commune de la banlieue,,. Par ailleurs la commune fait partie de l'aire d'attraction d'Agen, dont elle est une commune de la couronne,. Cette aire, qui regroupe 81 communes, est catégorisée dans les aires de 50 000 à moins de 200 000 habitants,.

### Occupation des sols

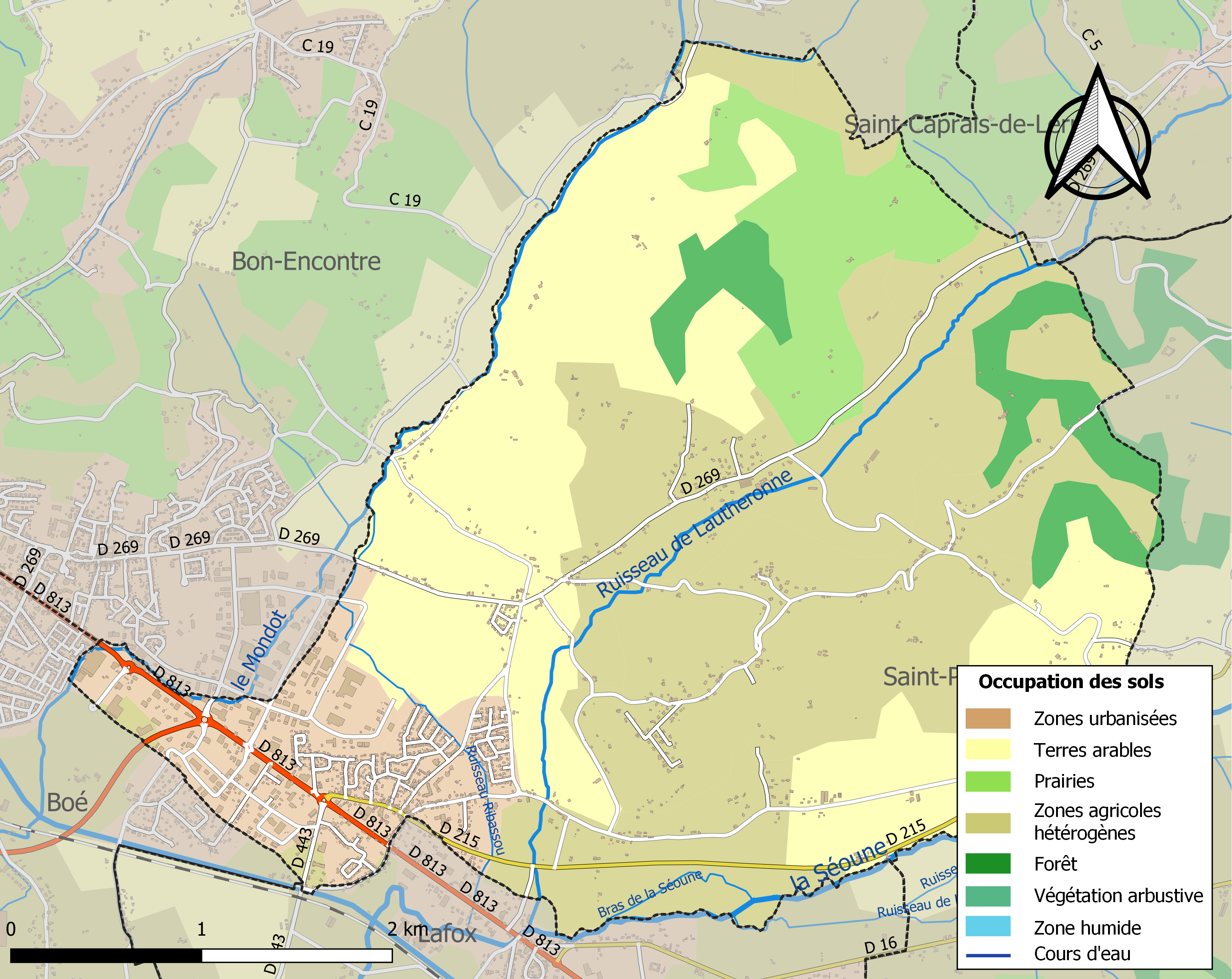
Carte des infrastructures et de l'occupation des sols de la commune en 2018 (CLC).

L'occupation des sols de la commune, telle qu'elle ressort de la base de données européenne d’occupation biophysique des sols Corine Land Cover (CLC), est marquée par l'importance des territoires agricoles (83,4 % en 2018), en diminution par rapport à 1990 (85,8 %). La répartition détaillée en 2018 est la suivante : 
zones agricoles hétérogènes (43,6 %), terres arables (32,5 %), prairies (7,3 %), zones industrielles ou commerciales et réseaux de communication (7 %), forêts (5,4 %), zones urbanisées (4,1 %). L'évolution de l’occupation des sols de la commune et de ses infrastructures peut être observée sur les différentes représentations cartographiques du territoire : la carte de Cassini (XVIIIe siècle), la carte d'état-major (1820-1866) et les cartes ou photos aériennes de l'IGN pour la période actuelle (1950 à aujourd'hui).

### Risques majeurs
Le territoire de la commune de Castelculier est vulnérable à différents aléas naturels : météorologiques (tempête, orage, neige, grand froid, canicule ou sécheresse), inondations, mouvements de terrains et séisme (sismicité très faible). Il est également exposé à deux risques technologiques,  le transport de matières dangereuses et le risque nucléaire. Un site publié par le BRGM permet d'évaluer simplement et rapidement les risques d'un bien localisé soit par son adresse soit par le numéro de sa parcelle.

#### Risques naturels
La commune fait partie du territoire à risques importants d'inondation (TRI) d’Agen, regroupant 20 communes concernées par un risque de débordement de la Garonne, un des 18 TRI qui ont été arrêtés fin 2012 sur le bassin Adour-Garonne. Les événements antérieurs à 2014 les plus significatifs sont les crues de 1435, 1875, 1930, 1712, 1770 et 1952. Des cartes des surfaces inondables ont été établies pour trois scénarios : fréquent (crue de temps de retour de 10 ans à 30 ans), moyen (temps de retour de 100 ans à 300 ans) et extrême (temps de retour de l'ordre de 1 000 ans, qui met en défaut tout système de protection). La commune a été reconnue en état de catastrophe naturelle au titre des dommages causés par les inondations et coulées de boue survenues en 1982, 1993, 1997, 1999, 2007, 2009, 2016, 2018 et 2021,.
Les mouvements de terrains susceptibles de se produire sur la commune sont des affaissements et effondrements liés aux cavités souterraines (hors mines), des glissements de terrain et des tassements différentiels. Afin de mieux appréhender le risque d’affaissement de terrain, un inventaire national permet de localiser les éventuelles cavités souterraines sur la commune.

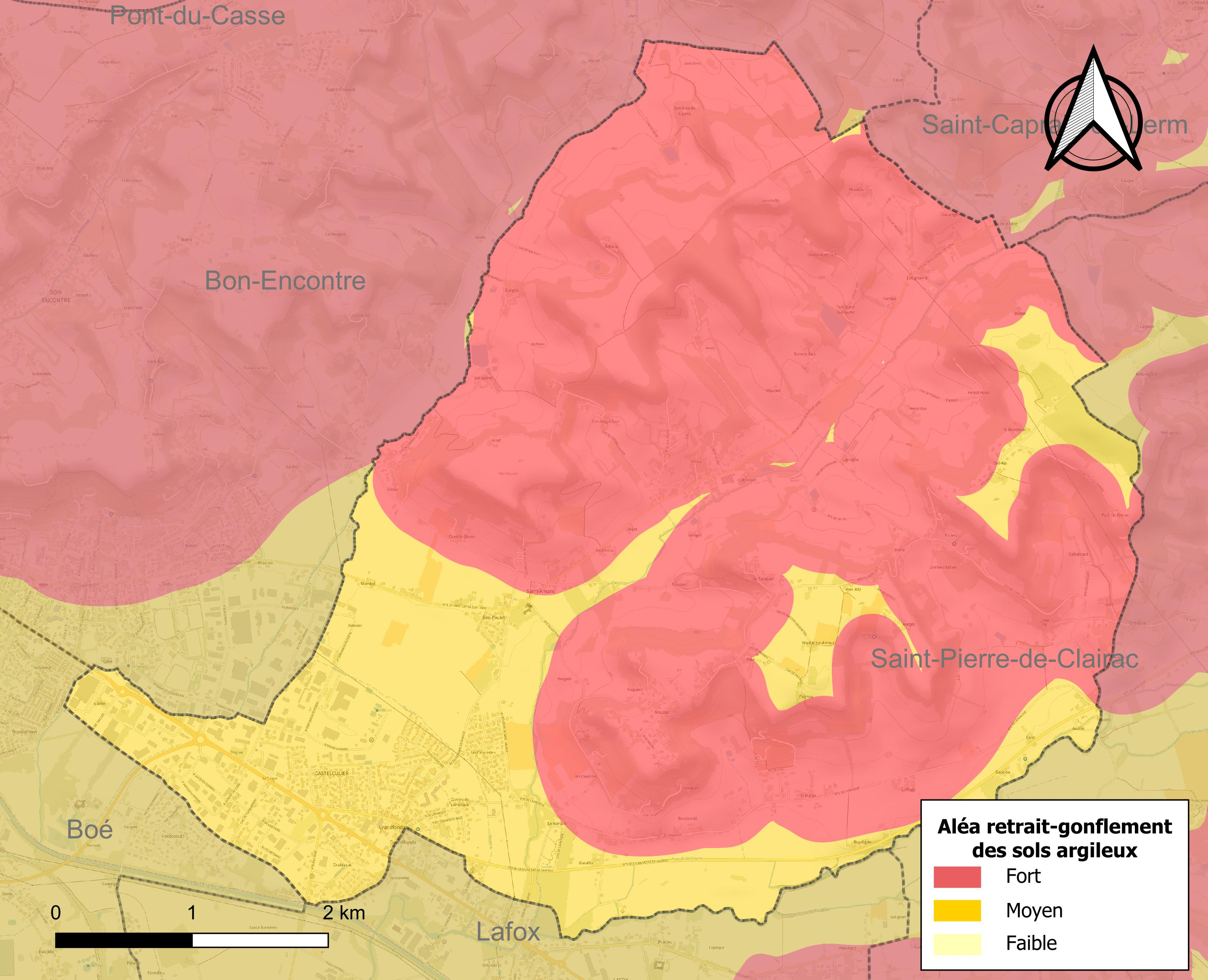
Carte des zones d'aléa retrait-gonflement des sols argileux de Castelculier.

Le retrait-gonflement des sols argileux est susceptible d'engendrer des dommages importants aux bâtiments en cas d’alternance de périodes de sécheresse et de pluie. La totalité de la commune est en aléa moyen ou fort (91,8 % au niveau départemental et 48,5 % au niveau national). Depuis le 1er octobre 2020, en application de la loi ELAN, différentes contraintes s'imposent aux vendeurs, maîtres d'ouvrages ou constructeurs de biens situés dans une zone classée en aléa moyen ou fort,.
Concernant les mouvements de terrains, la commune a été reconnue en état de catastrophe naturelle au titre des dommages causés par la sécheresse en 2003, 2011 et 2017, par des mouvements de terrain en 1999 et  et  et par des glissements et éboulements rocheux en 1993.

#### Risque technologique
La commune étant située dans le périmètre du plan particulier d'intervention (PPI) de 20 km autour de la centrale nucléaire de Golfech, elle est exposée au risque nucléaire. En cas d'accident nucléaire, une alerte est donnée par différents médias (sirène, sms, radio, véhicules). Dès l'alerte, les personnes habitant dans le périmètre de 2 km se mettent à l'abri. Les personnes habitant dans le périmètre de 20 km peuvent être amenées, sur ordre du préfet, à évacuer et ingérer des comprimés d’iode stable,,.

## Histoire

### Époque gallo-romaine
La découverte de sites archéologiques de l’époque gallo-romaine, en particulier la villa de Lamarque, témoigne de la présence de riches notables et d’une intense activité agricole. La villa de Lamarque est occupée dès le IIe siècle, sa construction s’étendant jusqu’au IVe siècle sur une surface de 1,5 hectare. Ce site archéologique gallo-romain est aussi l’occasion pour la commune d’organiser des animations et d’engendrer une couverture médiatique dans la presse locale.

### Ancien Régime
Sous l’Ancien Régime, le château de Castelculier est détruit sur ordre du roi Louis XIII, il n’en subsiste aujourd’hui que des ruines.

### Seconde Guerre mondiale
Sous l'occupation allemande, la commune est marquée par le crime de guerre de Laclotte, notamment l'assassinat de civils au lieu-dit « Laclotte ». Le château de Laclotte est pris d'assaut le 7 juin 1944 par une unité de la 2e division SS « Das Reich » sous la conduite de la Gestapo d'Agen. L'opération vise la résistance intérieure française du corps franc Pommiès. Un résistant est tué lors de l'assaut. Un autre est fusillé. Des civils faits prisonniers sont également fusillés. L'opération contre la résistance se poursuit le même jour à Saint-Pierre-de-Clairac.

## Héraldique
| Blason de Castelculier | Blason  | Coupé : au 1) d’argent à la croix tréflée de gueules, au 2) d’azur à l’enceinte d’or maçonnée de sable, fortifiée d’une tour aussi d’or ouverte du champ, maçonnée et ajourée aussi de sable. |
| Blason de Castelculier | Détails | Le statut officiel du blason reste à déterminer. |

## Politique et administration

### Liste des maires
| Période                                  | Période   | Identité      | Étiquette    | Qualité |
| ---------------------------------------- | --------- | ------------- | ------------ | --- |
| 1945                                     | 1946      | H. Pinède     |              | |
| 1947                                     | 1965      | René Salon    | SE           | |
| 1966                                     | 1982      | Louis Asté    |              | |
| mars 1983                                | mars 2014 | Marc Boueilh  | DVD puis UMP | Agriculteur Conseiller général du canton de Puymirol (1994-2015) |
| mars 2014                                | En cours  | Olivier Grima | DVD          | Employé Président de la communauté de communes Porte d'Aquitaine en Pays de Serres (2014-2016) Vice-président de l'Agglomération d'Agen (depuis 2016) Suppléant du conseiller départemental du Canton du Sud-Est agenais |
| Les données manquantes sont à compléter. |           |               |              | |

### Politique environnementale
Dans son palmarès 2024, le Conseil national de villes et villages fleuris de France a attribué une fleur à la commune.

## Démographie
L'évolution du nombre d'habitants est connue à travers les recensements de la population effectués dans la commune depuis 1793. Pour les communes de moins de 10 000 habitants, une enquête de recensement portant sur toute la population est réalisée tous les cinq ans, les populations de référence des années intermédiaires étant quant à elles estimées par interpolation ou extrapolation. Pour la commune, le premier recensement exhaustif entrant dans le cadre du nouveau dispositif a été réalisé en 2008.

En 2022, la commune comptait 2 383 habitants, en évolution de +1,02 % par rapport à 2016 (Lot-et-Garonne : −0,18 %, France hors Mayotte : +2,11 %).
| 1793 | 1800 | 1806 | 1821 | 1831 | 1836 | 1841 | 1846 | 1851 |
| ---- | ---- | ---- | ---- | ---- | ---- | ---- | ---- | ---- |
| 788  | 720  | 805  | 785  | 824  | 840  | 810  | 843  | 838  |

| 1856 | 1861 | 1866 | 1872 | 1876 | 1881 | 1886 | 1891 | 1896 |
| ---- | ---- | ---- | ---- | ---- | ---- | ---- | ---- | ---- |
| 819  | 793  | 721  | 741  | 736  | 679  | 715  | 761  | 701  |

| 1901 | 1906 | 1911 | 1921 | 1926 | 1931 | 1936 | 1946 | 1954 |
| ---- | ---- | ---- | ---- | ---- | ---- | ---- | ---- | ---- |
| 676  | 641  | 634  | 552  | 626  | 626  | 660  | 641  | 705  |

| 1962 | 1968 | 1975  | 1982  | 1990  | 1999  | 2006  | 2008  | 2013  |
| ---- | ---- | ----- | ----- | ----- | ----- | ----- | ----- | ----- |
| 768  | 815  | 1 005 | 1 233 | 1 597 | 1 697 | 2 132 | 2 256 | 2 374 |

| 2018  | 2022  | - | - | - | - | - | - | - |
| ----- | ----- | - | - | - | - | - | - | - |
| 2 392 | 2 383 | - | - | - | - | - | - | - |

## Lieux et monuments

### Églises
- Église Notre-Dame de Cabalsaut, inscrite aux monuments historiques depuis 1929[35].
- Église Saint-Amans de Saint-Amans, de style roman.

### Châteaux

#### Châteaux de Castelculier et de Saint-Amans
- Ruines du château fort de Castelculier, XIIIe siècle, détruit par les armées de Louis XIII.
- Château de Saint-Amans, ancienne demeure de Jean Florimond Boudon de Saint-Amans.

Non loin de Saint-Amans se trouvent aussi les ruines du château de Laclotte, bâtisse érigée par Jean-Baptiste de Chaudordy dans les années 1820 sur les ruines d’une tour datant du Moyen Âge.

#### Château de Laclotte
Le château de Laclotte servait de maquis à la résistance sous l’occupation allemande. Le site a d’abord servi de zone de parachutage. Un important dépôt d’armes y fut ensuite constitué par trois membres du réseau Victoire : Maurice Jacob, Paul Blasy et Élie Moulia. Ces derniers sont arrêtés sur place le samedi 21 août 1943 par le chef du SD d’Agen Stotz, en présence de Johann Freidrich Zorn, son successeur en 1944 (ceci en conséquence de l’arrestation par la gendarmerie de La Réole le 16 août 1943 de l’adjudant Fernand Gaucher, qui, remis aussitôt entre les mains du SD d’Agen, avait avoué l’existence de dépôts d’armes à Marmande et Laclotte). Il s'ensuivit maintes arrestations, notamment sur la zone de Monségur, l’extinction du réseau en Lot-et-Garonne, puis en Gironde, zone précédemment non occupée. Un réseau renaît sur Agen en février 1944, sous les initiatives d’Alfred Streiff, alias Fred, et de l’abbé Pierre Frischman, pour devenir le bataillon d’Agen au sein du Corps Franc Pommiès. À la veille du débarquement, le château de Laclotte redevient le poste de commandement provisoire de la compagnie Fred Streiff. Le château est pris d’assaut le 7 juin 1944 par la 2e division SS Das Reich  des Waffen-SS, sous la conduite de la Gestapo d’Agen.

### Site archéologique
- Vestiges de la villa gallo-romaine de Lamarque.

## Personnalités de la commune
Jasmin lui a dédié un poème. Boudon de Saint-Amans et le comte de Chaudordy s'y sont établis. On doit au célèbre botaniste la première étude scientifique du site gallo-romain de La Marque ; et au magistrat, élu député de 1844 à 1848 et enterré au cimetière de Saint-Amans, un domaine aujourd’hui connu pour avoir été un lieu de résistance durant la Seconde Guerre mondiale.